# 杭州市天长小学
杭州市天长小学是位于中华人民共和国浙江省杭州市下城区的一所小学。创建于1927年，目前隶属于杭州天长教育集团旗下。是杭州市实验小学、浙江省文明单位、浙江省先进单位，浙江省教育科研先进单位，全国红旗大队，全国百所名校之一。现任校长楼朝晖。学校坐落于美丽的西子湖畔，分为两个校区：东坡路校区和孝女路校区。